# IG Markets
IG Markets är ett företag som specialiserar sig på finansiella derivatinstrument, huvudsakligen handel med CFD (Contract for difference) på aktier, index, råvaror och valutor. Företaget är en del av det i London börsnoterade IG Group som ingår i FTSE 250 Index.
Företagets huvudkontor ligger i London. Kontor finns också i Stockholm (Stureplan), Düsseldorf, Paris, Luxemburg, Lissabon, Milano, Madrid, Singapore, Tokyo, Melbourne och Chicago. 
IG Markets Limited står under tillsyn av Financial Services Authority (den brittiska finansinspektionen) och har FSA-registreringsnummer 195355. Företagets filial i Sverige är registrerat av Finansinspektionen.
IG Markets kunder utgörs av privata investerare, aktiemäklare och fondförvaltare. Cirka 99 procent av kundernas transaktioner sker online.